# Hexatoma rufiventris
Hexatoma rufiventris är en tvåvingeart som först beskrevs av Enrico Adelelmo Brunetti 1918.  Hexatoma rufiventris ingår i släktet Hexatoma och familjen småharkrankar. Inga underarter finns listade i Catalogue of Life.